# Sello zemstvo

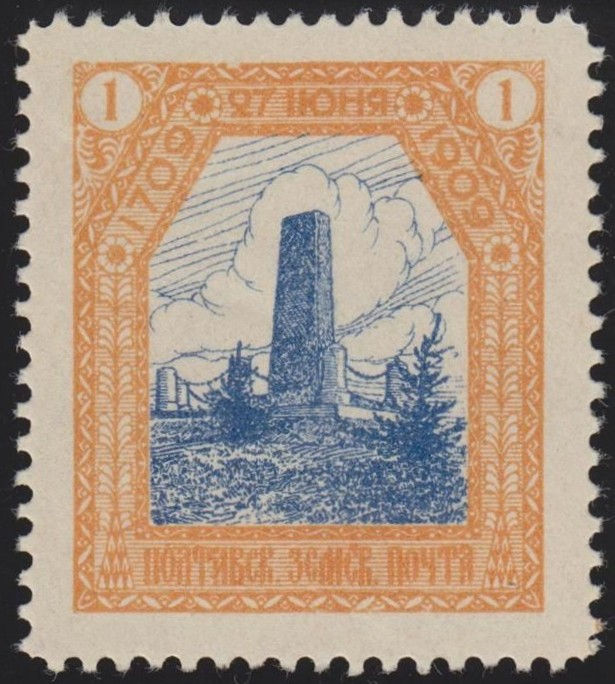
Sello zemstvo, Uyezd de Poltava, Imperio ruso (1909). 200 años de la batalla de Poltava.

Sellos zemstvo eran estampillas locales (lit. distritales) en Rusia utilizadas ampliamente en las zonas rurales en 1865 a 1917.
Entre los servicios a cargo de cada Zemstvo, también estaba el del correo local o rural. El correo imperial llevaba la correspondencia hasta la oficina postal más cercana al destinatario, generalmente ubicada en la ciudad cabecera del Zemstvo. Pero en las vastas extensiones de Rusia, esto podría ser aún demasiado lejos. Entonces, las autoridades locales establecían un servicio de correos que vinculaba las pequeñas poblaciones entre sí.
Esto ahorraba al imperio el costo de un servicio de correos masivo, trasladando el problema a cada zemstvo. Además, no representaba una competencia, ya que el correo de los Zemstvos era sólo local y tenía prohibido llevar correspondencia por rutas cubiertas por el servicio imperial.
Los grandes catálogos mundiales actualmente no incluyen las estampillas de los zemstvos. Por ejemplo, Yvert Tellier sólo incluye una nota y la lista de los 162 Zemstvos que emitieron estampillas (En total, son más de 3000 emisiones diferentes) entre 1865 y 1919, cuando la revolución eliminó este correo complementario. El catálogo más completo es el de Chuchin, emitido en 1925 por el gobierno soviético.